# Российско-мальтийские отношения
Российско-мальтийские отношения — двусторонние дипломатические отношения между Мальтой и Российской Федерацией.

## История
Первый дипломатический контакт между Мальтийским орденом и Россией произошёл в 1697 году, когда на Мальте побывал стольник П. А. Толстой для поздравления великого магистра ордена Раймундо де Перельос-и-Рокафуля с избранием на пост великого магистра. За этим в 1698 году последовал визит царского посла боярина Б. П. Шереметева, посетившего Мальту «по поручению Царя Петра I в ходе своей дипломатической поездки по Европе для переговоров с Папой Римским Иннокентием XII, Дожем Венеции Сильвестром Вальером и другими Государями на предмет объединения усилий христианских держав против Османской Империи». Шереметев прибыл на Мальту 2 мая 1698 года, был торжественно принят и посвящён в рыцари-госпитальеры. Данные визиты дали начало развитию отношений между суверенными государствами.

## Описание

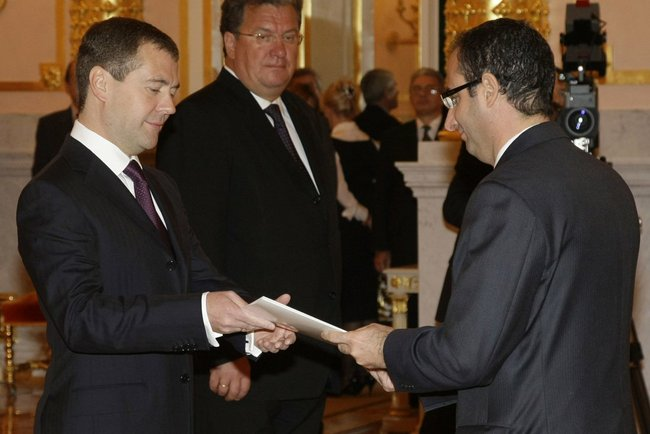
Президент России Дмитрий Медведев принимает верительную грамоту посла Мальты Кармела Ингуанеза, 12 октября 2009 год

Дипломатические отношения между СССР и Мальтой были установлены 19 июля 1967 года, официальное признание Мальтой России в качестве преемника СССР произошло в декабре 1991 года.
Между странами регулярно совершаются взаимные визиты официальных лиц, ведётся политический и парламентский диалог, осуществляются контакты между министерствами иностранных дел, разрабатываются двусторонние документы. Российско-мальтийские отношения являются традиционно дружественными и базируются на Соглашении от 8 октября 1981 года и на Совместной декларации от 28 декабря 1992 года.
Между странами развивается сотрудничество в области туризма, в гуманитарной и торгово-экономической сферах. По данным ФТС России, в первом квартале 2011 года объём товарооборота между Россией и Мальтой составил 1106,6 млн.долл. США, что составило 0,3 % в обороте внешней торговли России.
Отношения двух стран имеют тенденцию к ухудшению, после отказа Мальты в апреле 2019 года предоставить разрешение на пролёт двух бортов России, которые перевозят грузы и пассажиров в Венесуэлу.